# Consell Suprem de Justícia Militar
El Consell Suprem de Justícia Militar (CSJM) va ser un organisme de justícia militar que va existir en Espanya. Creat per la Dictadura franquista, recuperava les funcions d'altres organismes històrics. En l'actualitat les seves funcions són exercides per la Sala Cinquena del Tribunal Suprem.

## Història
Els seus orígens es troben en època de la Monarquia Hispànica amb l'aparició del "Consell de Guerra", creat com un òrgan consultiu que estava en íntima connexió amb el Consell d'Estat. Existeixen notícies de l'existència del Consell de Guerra des d'almenys l'any 1516. Al llarg dels següents segles va canviar de denominació en nombroses ocasions, igual que van variar les seves competències sobre l'Exèrcit i l'Marina.
Entre 1834 i 1869 va ser denominat com el "Tribunal Suprem de Guerra i Marina". Durant els següents anys canvia la seva estructura, i és en 1878 quan el Reial decret de 13 de febrer de 1878 el denomina com a Consell Suprem de Guerra i Marina. La seva activitat es va estendre pràcticament tot el període de la Restauració. En 1931, després de la proclamació de la Segona República, va ser dissolt per la "Llei Azaña", que va transferir les seves funcions i competències a la Sala Sisena del Tribunal Suprem. Aquesta mesura va provocar un enorme malestar entre les Forces Armades, que ho van considerar una intromissió del poder civil en l'àmbit militar.
Després del començament de la Guerra civil, en la zona revoltada es va organitzar un Tribunal de Justícia Militar, que en 1939 (amb la instauració de la Dictadura franquista) donaria lloc a la creació del Consell Suprem de Justícia Militar (CSJM). Aquest nou organisme, que formava part del Ministeri de l'Exèrcit, recuperava les competències de l'antic Consell Suprem de Guerra i Marina desaparegut en 1931. Això va suposar una volta de les competències de la Justícia Militar a l'àmbit estrictament castrense.
El 3 de juny de 1982 el TSJM va emetre sentència contra els acusats d'estar involucrats en el fallit Cop d'estat del 23 de febrer de 1981.
Per la Llei Orgànica 4/1987, de 15 de juliol de 1987 el CSJM desapareixia i les seves funcions eren assumides per la Sala Cinquena del Tribunal Suprem.